# Teenage Mutant Ninja Turtles III: Radical Rescue
Teenage Mutant Ninja Turtles III: Radical Rescue is een Game Boy-spel uit 1993, gebaseerd op de Teenage Mutant Ninja Turtles-serie. Het spel werd ontwikkeld door Konami, en is het derde TMNT spel gemaakt voor de Game Boy.

## Achtergrond
Het spel speelt zich een jaar na het vorige Game Boy spel af.
Anders dan in de vorige TMNT spellen kan de speler niet direct vanaf het begin al kiezen uit alle vier de Turtels. Drie van de Turtles zijn namelijk bij aanvang van het spel gevangen, en alleen Michelangelo is nog over. De eerste taak is dan ook de andere drie te redden met behulp van Splinter en April O'Neil. Dit is eveneens waar de titel van het spel op slaat.
Het spel is een scrolling actie-avontuur spel gelijk aan de Metroid en Castlevania spellen. Iedere keer als de speler een Turtle heeft gered, wordt deze ook een bespeelbaar personage. Elke Turtle heeft een andere vaardigheid, die allemaal nodig zijn om het spel uit te spelen:
- Michelangelo kan tijdelijk zweven door zijn nunchaku’s als helikopterwieken rond te draaien.
- Leonardo kan zich de grond in boren door rond te draaien met zijn katanas.
- Raphael kan zich in zijn schild verstoppen en zo door openingen die te klein zijn om normaal door te lopen.
- Donatello kan tegen muren opklimmen.

De eindbazen in het spel zijn Scratch, Dirtbag, Triceraton, Scale Tail en Shredder (hier Cyber-Shredder genoemd).

## Ontvangst
| Beoordeeld door    | Datum         | Score |
| ------------------ | ------------- | ----- |
| GamePro (USA)      | december 1993 | 90%   |
| Game Players       | februari 1994 | 86%   |
| Power Unlimited    | maart 1994    | 82%   |
| Total! (Duitsland) | oktober 1993  | 80%   |
| Mega Fun           | november 1993 | 65%   |